# کیت بواناس
کیت بواناس (انگلیسی: Keith Boanas؛ زادهٔ ۲۲ آوریل ۱۹۵۹) بازیکن فوتبال اهل بریتانیا است.
از باشگاه‌هایی که در آن بازی کرده‌است می‌توان به باشگاه فوتبال توتینگ اند میتچام یونایتد اشاره کرد.